# Bruce Seldon
Bruce Samuel Seldon (nació el 20 de enero de 1967) es un boxeador estadounidense que fue Campeón del Mundo del peso pesado para la Asociación Mundial de Boxeo desde 1995 hasta 1996 cuando perdió su título después de caer derrotado por nocaut técnico en el primer asalto ante el anterior campeón del mundo Mike Tyson.

## Biografía

### Aficionado
Tuvo un récord como aficionado de 20 victorias por 4 derrotas y ganó los Guantes de Oro de Nueva Jersey en la categoría de Super-pesado.

### Profesional
Seldon comenzó su carrera profesional el 4 de octubre de 1988, venciendo en el primer asalto por nocaut a Joel McGraw. Ganó sus primeros 18 combates derrotando a boxeadores como: Ezra Sellers (futuro candidato a campeón mundial peso crucero), Ossie Ocasio (antiguo campeón crucero y futuro candidato a campeón mundial peso pesado), David Bey y José Ribalta (antiguo candidato a campeón mundial).
El 18 de abril de 1991, se enfrentó al futuro campeón mundial del Consejo Mundial de Boxeo, Oliver McCall y perdió por nocaut técnico en el noveno asalto después de que el combate fuese parado tras caer por tercera vez a la lona. En su siguiente combate se enfrentó al también futuro campeón mundial, Riddick Bowe y en esta ocasión perdió por nocaut en el primer asalto.
Sus siguientes seis combates los ganó, en su mayoría por la vía rápida, pero en el siguiente combate ante Tony Tubbs volvió a caer derrotado por decisión unánime en diez asaltos después de ser derribado en una ocasión en el primer asalto. Después de este combate peleó ante Alexander Popov por el título intercontinental de la Federación Internacional de Boxeo y ganó después de ser parado el combate por una lesión de Popov en el segundo asalto. Defendió el título satisfactoriamente ante Greg Page y ante Nathaniel Fitch. Dos combates más que ganó por la vía rápida ante Tui Toia y Bill Corrigan le dieron la oportunidad de pelear por el título mundial vacante de la Asociación Mundial de Boxeo, ante Tony Tucker. Seldon venció en siete asaltos por nocaut técnico y se alzó con la corona. Defendió el título ante Joe Hipp al que ganó en el décimo asalto por nocaut técnico.
Su siguiente combate fue ante el excampeón mundial Mike Tyson, que quería unificar las coronas y perdió en el primer asalto por nocaut técnico. Después de este combate se retiró y volvió a pelear ocho años más tarde. Ganó a Otis Tisdale y Lenzie Morgan y perdió ante Gerald Nobles en el año 2004. En el 2005, solo realizó un combate, ante Tye Fields y perdió por nocaut en el segundo asalto. En el 2007, volvió a pelear ante Marcus Rhode y ante Jay Sweetman, ganando ambos combates, el primero en el primer asalto y ante Sweetman en el segundo.